# Фотодеструкція
Фотодеструкція (англ. photodestruction, рос. фотодеструкция) — фотохімічне перетворення макромолекул у молекулярні продукти з меншою молекулярною масою. Лежить у основі механізмів розкладу матеріалів, зокрема полімерів, під дією світла. Абсорбція світла приводить до появи радикалів і має наслідком деструкцію макромолекул. У присутності кисню зазвичай полегшується окиснення матеріалів, оскільки він вступає в реакцію, даючи проміжні, здатні до виродженого розгалуження ланцюгів, високореактивні пероксиди, процес при цьому може набувати автокаталітичного характеру. 